# Каде, Виктор
Викто́р Каде́ (фр. Victor Cadet) — французский ватерполист и пловец, серебряный призёр летних Олимпийских игр 1900.
В водном поло на Играх Каде входил в состав первой французской команды. Она проиграла в четвертьфинале Великобритании со счётом 12:0, и не смогла пройти дальше.
Также Каде участвовал в нескольких плавательных дисциплинах. В гонке на 200 м вольным стилем он занял последнее место в финале и не смог пройти дальше. В командной гонке на 200 м его команда заняла вторую позицию, выиграв серебряные медали.